# نفرتیابت
نفرتیابت (به انگلیسی: Nefertiabet) شاهدختی مصری در دودمان چهارم از پادشاهی کهن بود. او به گمانی دختر فرعون خوفو بوده است.
آرامگاه نفرتیابت مصطبه G 1225 در جیزه است. ابعاد آن ۲۴ در ۱۱ متر می‌باشد و در آن تندیسی از نفرتیابت پیدا شده است که اکنون در موزهٔ مونیخ نگهداری می‌شود. از نفرتیابت همچنین سنگ یادبود نامداری بر جای مانده که امروزه در لوور نگهداری می‌شود. در این سنگ یادبود میزی در جلوی شاهزاده قرار دارد که نان بر آن گذاشته شده. در دو سوی میز و زیر آن نیز هدایایی چون کتان، روغن، نان، شراب، غزال آفریقایی، و گاومیش گذاشته شده‌اند.